# Grodziska (Dźwierzuty)
Grodziska (deutsch Burggarten, bis 1908 Grodzisken) ist ein Ort in der polnischen Woiwodschaft Ermland-Masuren und gehört zur Gmina wiejska Dźwierzuty (Landgemeinde Mensguth) im Powiat Szczycieński (Kreis Ortelsburg).

## Geographische Lage
Grodziska liegt in der südlichen Mitte der Woiwodschaft Ermland-Masuren, 21 Kilometer nördlich der Kreisstadt Szczytno (deutsch Ortelsburg).

## Geschichte
Das Gründungsjahr des vor 1785 Grondozisken und bis 1908 Grodziska genannten Ortes ist nicht bekannt. Der Ort war Sitz einer Domäne und Standort einer Ziegelei. Im Jahre 1874 wurde Grodzisken in den neu errichteten Amtsbezirk Przytullen (polnisch Przytuły) eingegliedert, der – 1938 in „Amtsbezirk Steinhöhe“ umbenannt – bis 1945 bestand und zum ostpreußischen Kreis Ortelsburg gehörte. 1910 zählte der am 22. Juli 1908 in „Burggarten“ umbenannte Ort 93 Einwohner.
Aufgrund der Bestimmungen des Versailler Vertrags stimmte die Bevölkerung im Abstimmungsgebiet Allenstein, zu dem Burggarten gehörte, am 11. Juli 1920 über die weitere staatliche Zugehörigkeit zu Ostpreußen (und damit zu Deutschland) oder den Anschluss an Polen ab. In Burggarten stimmten 58 Einwohner für den Verbleib bei Ostpreußen, auf Polen entfielen keine Stimmen.
Am 30. September 1928 verlor Burggarten seine Eigenständigkeit und wurde in die Landgemeinde Ruttkowen (1938 bis 1945 Ruttkau, polnisch Rutkowo) eingegliedert.
Als 1945 in Kriegsfolge das gesamte südliche Ostpreußen an Polen überstellt wurde, war auch Burggarten davon betroffen und erhielt die polnische Namensform „Grodziska“. Heute ist der Weiler (polnisch Osada) eine Ortschaft innerhalb der Landgemeinde Dźwierzuty (Mensguth) im Powiat Szczycieński (Kreis Ortelsburg), bis 1998 der Woiwodschaft Olsztyn, seither der Woiwodschaft Ermland-Masuren zugehörig.

## Kirche
Bis 1945 war Burggarten (Grodzisken) in die evangelische Kirche Rheinswein in der Kirchenprovinz Ostpreußen der Kirche der Altpreußischen Union sowie in die katholische Kirche Dźwierzuty (Mensguth) im Bistum Ermland eingepfarrt. Heute gehört Grodziska katholischerseits zu Kobułty (Kobulten) im Erzbistum Ermland, und evangelischerseits zur Kirche Dźwierzuty, einer Filialkirche von Pasym in der Diözese Masuren der Evangelisch-Augsburgischen Kirche in Polen.

## Verkehr
Grodziska ist von der Woiwodschaftsstraße 600 bei Kałęczyn (Kallenczin, 1938 bis 1945 Kallenau) aus über eine Nebenstrecke (parallel zur Hauptstrecke über Przytuły (Przytullen, 1938 bis 1945 Steinhöhe)) zu erreichen. Außerdem führt eine Straße von Targowo (Theerwisch) direkt in den Ort.
Unter der Bezeichnung Pfaffendorf-Burggarten, ab 1940 Burggarten, ab 1945 Grodziski und ab 1947 Grodziska war Burggarten bis 1992 bzw. 2002 eine Bahnstation an der Bahnstrecke Czerwonka–Szczytno (deutsch Rothfließ–Ortelsburg), die nicht mehr befahren wird. Heute besteht kein direkter Bahnanschluss mehr.